# Jezioro Edwarda
Jezioro Edwarda (ang. Lake Edward, fr. Lac Édouard) – jezioro w Afryce na pograniczu
Demokratycznej Republiki Konga i Ugandy. Położone w Wielkim Rowie Afrykańskim, nieco na południe od równika. Za czasów Idi Amina przez władze Ugandy oficjalnie przemianowane na Jezioro Idi Amin Dada.
Odkryte przez Henry’ego Mortona Stanleya w roku 1888.